# Loboptera decipiens
Espèce
Loboptera decipiens est une espèce de blattes de la famille des blattellidés.